# Starboy (пісня)
«Starboy» — пісня канадського співака The Weeknd із його третього однойменного студійного альбому. Сингл зроблений за участі електронного дуету Daft Punk. Артисти написали пісню разом із Doc McKinney та Генрі «Cirkut» Волтером. Пісня була випущена як перший сингл із альбому 21 вересня 2016 під лейблами XO та Republic Records. Сингл виконаний у жанрах R&B та електропоп із текстами пісень, що містять теми екстравагантності життя знаменитості.
«Starboy» очолив чарти багатьох країн, зокрема Канади, Франції, Нідерланди, Нової Зеландії та Швеції, а також американський Billboard Hot 100, де він став третім синглом для The Weeknd, очолившим цей чарт, та першим для Daft Punk. Рижисером кліпу став Grant Singer, який режисував попередні музичні ролики The Weeknd для «Can't Feel My Face» та «The Hills». У музичному кліпі, The Weeknd показана спроба знищити докази його попереднього самого себе, включаючи його власні нагороди з його минулого альбому, Beauty Behind the Madness. Відео описується як спроба The Weeknd вбити його колишню особистість.

## Чарти

### Тижневі чарти
| Чарт (2016–17)                            | Найвища позиція |
| ----------------------------------------- | --------------- |
| Аргентина (Monitor Latino)                | 7               |
| Австралія (ARIA)                          | 2               |
| Australia Urban (ARIA)                    | 1               |
| Австрія (Ö3 Austria Top 75)               | 8               |
| Бельгія (Ultratop Flanders)               | 2               |
| Бельгія (Ultratop Wallonia)               | 1               |
| Болгарія (PROPHON)                        | 2               |
| Канада (Canadian Hot 100)                 | 1               |
| Канада (AC) (Billboard)                   | 14              |
| Канада (CHR/Top 40) (Billboard)           | 1               |
| Канада (Hot AC) (Billboard)               | 1               |
| Канада Rock (Billboard)                   | 40              |
| Колумбія (National-Report)                | 62              |
| Чехія (IFPI)                              | 24              |
| Чехія (Singles Digitál Top 100)           | 1               |
| Данія (Tracklisten)                       | 1               |
| Euro Digital Songs (Billboard)            | 2               |
| Фінляндія (Suomen virallinen lista)       | 3               |
| Франція (SNEP)                            | 1               |
| Німеччина (Official German Charts)        | 3               |
| Greece Digital Songs (Billboard)          | 1               |
| Угорщина (Rádiós Top 40)                  | 5               |
| Угорщина (Single Top 40)                  | 6               |
| Ірландія (IRMA)                           | 2               |
| Ізраїль (Media Forest)                    | 1               |
| Італія (FIMI)                             | 6               |
| Японія (Japan Hot 100)                    | 67              |
| Luxembourg Digital Songs (Billboard)      | 1               |
| Малайзія (RIM)                            | 7               |
| Mexico Airplay (Billboard)                | 2               |
| Нідерланди (Dutch Top 40)                 | 1               |
| Нідерланди (Mega Single Top 100)          | 1               |
| Нова Зеландія (RIANZ)                     | 1               |
| Норвегія (VG-lista)                       | 1               |
| Філіппіни (Philippine Hot 100)            | 46              |
| Польща (Polish Airplay Top 100)           | 35              |
| Португалія (AFP)                          | 1               |
| Румунія (Media Forest)                    | 6               |
| Russia Airplay (Tophit)                   | 5               |
| Шотландія (Official Charts Company)       | 6               |
| Словаччина (IFPI)                         | 24              |
| Словаччина (Singles Digitál Top 100)      | 1               |
| Словенія (SloTop50)                       | 23              |
| South Korea International Chart (Gaon)    | 37              |
| Іспанія (PROMUSICAE)                      | 16              |
| Швеція (Sverigetopplistan)                | 1               |
| Швейцарія (Media Control AG)              | 2               |
| Велика Британія (Official Charts Company) | 2               |
| США (Billboard Hot 100)                   | 1               |
| США (Adult Contemporary) (Billboard)      | 26              |
| США (Adult Top 40) (Billboard)            | 10              |
| США (Hot Dance Club Songs) (Billboard)    | 2               |
| США (Hot Dance Airplay) (Billboard)       | 3               |
| США (Hot R&B/Hip-Hop Songs) (Billboard)   | 1               |
| США (Mainstream Top 40) (Billboard)       | 3               |
| США (Rhythmic) (Billboard)                | 1               |

### Річні чарти
| Чарт (2016)                          | Позиція |
| ------------------------------------ | ------- |
| Аргентина (Monitor Latino)           | 56      |
| Австралія (ARIA)                     | 23      |
| Australia Urban (ARIA)               | 1       |
| Австрія (Ö3 Austria Top 40)          | 73      |
| Бельгія (Ultratop 50 Flanders)       | 37      |
| Бельгія (Ultratop 50 Wallonia)       | 61      |
| Канада (Canadian Hot 100)            | 32      |
| Данія (Tracklisten)                  | 51      |
| Франція (SNEP)                       | 53      |
| Німеччина (Official German Charts)   | 49      |
| Угорщина (Stream Top 40)             | 47      |
| Ізраїль (Media Forest)               | 36      |
| Італія (FIMI)                        | 82      |
| Нідерланди (Single Top 100)          | 58      |
| Нова Зеландія (Recorded Music NZ)    | 35      |
| Швеція (Sverigetopplistan)           | 45      |
| Швейцарія (Schweizer Hitparade)      | 66      |
| UK Singles (Official Charts Company) | 34      |
| US Billboard Hot 100                 | 58      |
| US Hot R&B/Hip-Hop Songs (Billboard) | 17      |
| US Rhythmic (Billboard)              | 49      |
| Чарт (2017)                          | Позиція |
| Аргентина (Monitor Latino)           | 71      |
| Австралія (ARIA)                     | 42      |
| Бельгія (Ultratop 50 Flanders)       | 85      |
| Бельгія (Ultratop 50 Wallonia)       | 99      |
| Канада (Canadian Hot 100)            | 6       |
| Данія (Tracklisten)                  | 47      |
| Німеччина (Official German Charts)   | 97      |
| Угорщина (Single Top 40)             | 38      |
| Ізраїль (Media Forest)               | 19      |
| Нова Зеландія (Recorded Music NZ)    | 41      |
| Швеція (Sverigetopplistan)           | 66      |
| Швейцарія (Schweizer Hitparade)      | 43      |
| UK Singles (Official Charts Company) | 59      |
| US Billboard Hot 100                 | 20      |
| US Dance Club Songs (Billboard)      | 49      |
| US Hot R&B/Hip-Hop Songs (Billboard) | 13      |
| US Mainstream Top 40 (Billboard)     | 28      |
| US Rhythmic (Billboard)              | 26      |

## Сертифікації
| Регіон | Сертифікація  | Продажі   |
| --- | ------------- | --------- |
| Австралія (ARIA) | 4× Платиновий | 280,000   |
| Бельгія (BEA) | 2× Платиновий | 60,000    |
| Бразилія (ABPD) | 2× Платиновий | 120,000   |
| Канада (Music Canada) | 3× Платиновий | 240,000*  |
| Данія (IFPI Denmark) | 2× Платиновий | 180,000   |
| Франція (SNEP) | Діамантовий   | 233,333   |
| Німеччина (BVMI) | 3× Золотий    | 600,000   |
| Італія (FIMI) | 3× Платиновий | 150,000   |
| Нова Зеландія (RIANZ) | 2× Платиновий | 60,000    |
| Норвегія (IFPI Norway) | 3× Платиновий | 30,000    |
| Іспанія (PROMUSICAE) | 2× Платиновий | 80,000    |
| Швеція (IFPI Sweden) | 4× Платиновий | 160,000   |
| Велика Британія (BPI) | 2× Платиновий | 260,561   |
| США (RIAA) | 7× Платиновий | 1,547,544 |
| *продажі, що базуються лише на сертифікаціях · ^відвантаження, що базуються лише на сертифікаціях · продажі+прослуховування, що базуються лише на сертифікаціях |               |           |